# 弯花醉鱼木
弯花醉鱼木（学名：Buddleja curviflora）为马钱科扬波属下的一个种。